# Damernas individuella mångkamp i gymnastik vid olympiska sommarspelen 1984
Damernas individuella mångkamp i gymnastik vid olympiska sommarspelen 1984 avgjordes den 30 juli-1 augusti i Los Angeles.

## Medaljörer
| Gren              | Guld                | Silver                   | Brons                 |
| Damernas mångkamp | Mary Lou Retton USA | Ecaterina Szabó Rumänien | Simona Păucă Rumänien |

## Resultat
| Placering | Gymnast                   | Kval   | Hopp   | Barr   | Bom    | Fristående | Final  | Totalt |
| --------- | ------------------------- | ------ | ------ | ------ | ------ | ---------- | ------ | ------ |
|           | Mary Lou Retton (USA)     | 39,525 | 10,000 | 9,850  | 9,800  | 10,000     | 39,650 | 79,175 |
|           | Ecaterina Szabó (ROU)     | 39,375 | 9,900  | 9,900  | 10,000 | 9,950      | 39,750 | 79,125 |
|           | Simona Păucă (ROU)        | 39,025 | 9,900  | 9,900  | 9,950  | 9,900      | 39,650 | 78,675 |
| 4         | Julianne McNamara (USA)   | 39,200 | 9,950  | 10,000 | 9,550  | 9,700      | 39,200 | 78,400 |
| 5         | Laura Citina (ROU)        | 39,200 | 9,900  | 9,900  | 9,400  | 9,900      | 39,200 | 78,300 |
| 6         | Ma Yanhong (CHN)          | 39,100 | 9,650  | 10,000 | 9,800  | 9,300      | 38,750 | 77,850 |
| 7         | Zhou Ping (CHN)           | 38,675 | 9,750  | 9,800  | 9,800  | 9,750      | 39,100 | 77,775 |
| 8         | Chen Yongyan (CHN)        | 38,675 | 9,700  | 9,800  | 9,850  | 9,700      | 39,050 | 77,725 |
| 9         | Romi Kessler (SUI)        | 38,675 | 9,650  | 9,850  | 9,800  | 9,550      | 38,850 | 77,525 |
| 10        | Kathy Johnson (USA)       | 39,050 | 9,850  | 9,900  | 9,400  | 9,250      | 38,400 | 77,450 |
| 11        | Maiko Morio (JPN)         | 37,950 | 9,800  | 9,800  | 9,550  | 9,750      | 38,900 | 76,850 |
| 12        | Anja Wilhelm (FRG)        | 38,225 | 9,750  | 9,700  | 9,700  | 9,050      | 38,200 | 76,425 |
| 13        | Bonnie Wittmeier (CAN)    | 37,925 | 9,600  | 9,650  | 9,600  | 9,500      | 38,450 | 76,375 |
| 14        | Andrea Thomas (CAN)       | 37,925 | 9,550  | 9,750  | 9,350  | 9,650      | 38,300 | 76,225 |
| 15        | Laura Munoz (ESP)         | 37,875 | 9,800  | 9,350  | 9,800  | 9,400      | 38,350 | 76,225 |
| 16        | Noriko Mochizuki (JPN)    | 37,850 | 9,750  | 9,850  | 9,200  | 9,450      | 38,250 | 76,100 |
| 17        | Anita Botnen (CAN)        | 37,775 | 9,650  | 9,750  | 9,450  | 9,400      | 38,250 | 76,025 |
| 18        | Chihiro Oyagi (JPN)       | 37,425 | 9,450  | 9,850  | 9,500  | 9,600      | 38,400 | 75,825 |
| 19        | Natalie Davies (GBR)      | 37,525 | 9,750  | 9,400  | 9,500  | 9,600      | 38,250 | 75,775 |
| 20        | Laura Bortolaso (ITA)     | 37,375 | 9,600  | 9,750  | 9,600  | 9,350      | 38,300 | 75,675 |
| 21        | Ana Olivido Manso (ESP)   | 37,225 | 9,800  | 9,700  | 9,400  | 9,150      | 38,050 | 75,275 |
| 22        | Amanda Harrison (GBR)     | 37,275 | 9,750  | 9,500  | 9,250  | 9,450      | 37,950 | 75,225 |
| 23        | Astrid Beckers (FRG)      | 37,625 | 9,600  | 9,500  | 9,000  | 9,400      | 37,500 | 75,125 |
| 24        | Susi Latanzio (SUI)       | 37,200 | 9,600  | 9,450  | 9,250  | 9,500      | 37,800 | 75,000 |
| 25        | Kathleen Williams (GBR)   | 37,225 | 9,650  | 9,650  | 9,050  | 9,350      | 37,700 | 74,925 |
| 26        | Marta Artigas (ESP)       | 36,900 | 9,700  | 9,650  | 8,950  | 9,250      | 37,550 | 74,450 |
| 27        | Tatiana Figueiredo (BRA)  | 36,300 | 9,600  | 9,650  | 9,400  | 9,450      | 38,100 | 74,400 |
| 28        | Florence Laborderie (FRA) | 36,575 | 9,600  | 9,150  | 9,600  | 9,250      | 37,600 | 74,175 |
| 29        | Natalie Seiler (SUI)      | 37,075 | 9,700  | 8,400  | 9,400  | 9,400      | 36,900 | 73,975 |
| 30        | Lee Jung-Hee (KOR)        | 36,400 | 9,650  | 8,950  | 9,150  | 9,600      | 37,350 | 73,750 |
| 31        | Nancy Goldsmith (ISR)     | 36,025 | 9,200  | 9,650  | 9,400  | 9,450      | 37,700 | 73,725 |
| 32        | Corinne Ragazzacci (FRA)  | 35,800 | 9,800  | 9,800  | 8,550  | 9,300      | 37,450 | 73,250 |
| 33        | Ken Battersby (AUS)       | 36,150 | 9,300  | 9,550  | 8,550  | 9,10       | 36,500 | 72,650 |
| 34        | Kellie Wilson (AUS)       | 36,100 | 9,250  | 9,450  | 8,150  | 9,400      | 36,250 | 72,350 |
| 35        | Lena Adomat (SWE)         | 35,925 | 9,550  | 9,150  | 7,300  | 9,400      | 35,400 | 71,325 |
| 36        | Elke Heine (FRG)          | 38,275 | 9,750  | 9,700  | 0,000  | 0,000      | 19,450 | 57,725 |